# Merino

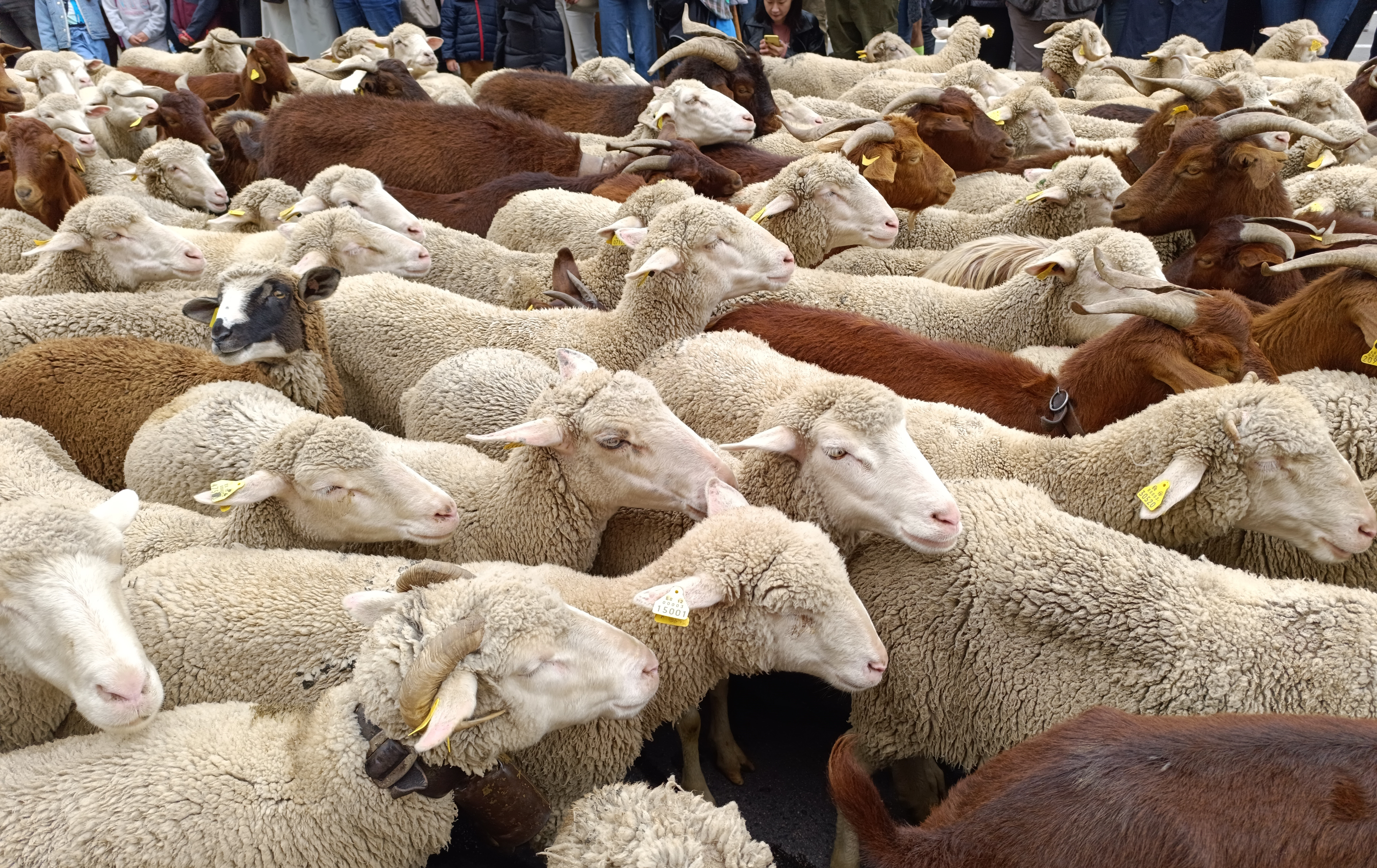
Ovelhas Merino e cabras retinta.

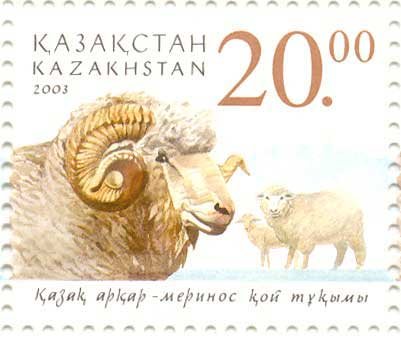
Selo cazaque de 2003 com a ilustração de ovinos da raça merino

Merino é uma raça de ovinos originária do Sul de Portugal. Sua lã é tida como a mais nobre para uso em vestimentas e artigos de decoração.
A raça Merino resultou da evolução da população merina que no inicio do século XX existia no sul de Portugal. Tratava-se de um grupo étnico bastante heterogéneo, onde predominavam os animais de cor preta. Nessa altura a principal fonte de rendimento da exploração ovina era a lã que apresentava uma excelente qualidade nos animais desta raça. A produção de lã motivou cruzamentos com raças melhoradas como com o merino precoce, uma raça francesa sintetizada a partir do Merino de Rambouillet (Alves Bento et al. 1986).
Em Portugal, existem 3 raças distintas Merino: Merina da Beira Baixa, Merina Branca e Merina Preta. Estas raças autóctones, nomeadamente a raça Merino Branco, caracterizam-se pela sua extraordinária rusticidade, traduzida numa perfeita adaptação às condições edafoclimáticas e num bom aproveitamento dos recursos naturais da região . Esta Raça tem origem na região do Alentejo e possuía no ano de 1999 cerca de 22000 animais inscritos no Livro Genealógico , e em 2007 contava com 17000 animais inscritos, num total de 40 criadores . Em 2009, segundo a Sociedade Portuguesa de Ovinotecnia e Caprinotecnia existem apenas 9000 animais inscritos no Livro Genealógico num total de 22 criadores .

## Padrão da Raça
- Aspeto Geral: Tamanho médio, eumétrico e mediolíneo, de cor branca.

- Pele, Velo e Lã: Pele fina, untuosa e sem pigmentação. Velo muito extenso e tochado, com madeixas cilíndricas ou quadradas, regularmente homogéneo; cobre a cabeça, todo o pescoço, o ventre, os membros quase até às unhas e os testículos.

- Cabeça: tamanho médio, larga e curta; perfil craniano subconvexo; chanfro recto nas fêmeas e convexo nos machos; boca grande, com lábios grossos; olhos grandes e expressivos, com arcadas orbitarias não muito salientes; orelhas pequenas e horizontais; cornos ausentes nas fêmeas mas frequentes nos machos, enrolados em espiral fechada, rugosos e de secção triangular; bem revestida de lã, a qual cobre por vezes parte das faces e do frontal.

- Tronco: volume mediano; garrote pouco destacado, seguido de uma linha dorso-lombar horizontal; espádua regularmente relacionada e desenvolvida; costado mediamente arqueado; ventre desenvolvido; dorso e rins de comprimento e largura médios; garupa curta e ligeiramente descaída; no seu conjunto o tronco apresenta um todo harmonioso.

- Úbere: largo e bem inserido, com tetos curtos, mas bem implantados.

- Membros: fortes e regularmente aprumados; curvilhões grossos tal como as restantes articulações; revestimento lanar em geral até abaixo dos joelhos e dos curvilhões.

- Peso vivo de adulto: Fêmeas: 45- 60 kg; Machos:  75 - 90 kg.

## Parâmetros reprodutivos e produtivos

### Parâmetros Reprodutivos
- Taxa de Fertilidade:  80 - 90 %
- Taxa de Prolificidade:  110 - 140 %
- Taxa de Fecundidade:  90 - 130 %

### Produção de Carne
- Peso ao Nascimento: 3.0 - 4.0 kg
- Peso aos 30 dias: 8.5 - 10.3 kg
- Peso aos 60 dias: 13.0 - 18.0 kg
- Peso aos 90 dias: 18.0 - 26.0 kg
- GMD intensivo: 300 - 350 gr
- Peso de abate tradicional: 22 - 30 kg
- Idade de abate tradicional: 90 - 120 dias
- Época principal de abate: Natal e Páscoa

## Produção de Lã
- Classificação da lã: Merino Extra a Merino Forte
- Peso do velo: Fêmeas  2.5 - 3.0 kg; Machos 4.5 - 5.0 kg
- Diâmetro das fibras: 8 - 25 micra
- Comprimento das fibras:  6 - 8 cm
- Observações: Rendimento LAF:  50 - 52 %

## Raças autóctones portuguesas
| Raça                  | N.º de machos | N.º de fêmeas | N.º de criadores |
| --------------------- | ------------- | ------------- | ---------------- |
| Merina da Beira Baixa | 260           | 4193          | 37               |
| Merina Branca         | 620           | 8226          | 33               |
| Merina Preta          | 751           | 12288         | 60               |